# Okręg Gex
Okręg Gex (fr. Arrondissement de Gex) – okręg we wschodniej Francji. Populacja wynosi 71 500.

## Podział administracyjny
W skład okręgu wchodzą następujące kantony:
- Collonges,
- Ferney-Voltaire,
- Gex.